# Mine de Brucutu
 (mars 2025).
Si vous disposez d'ouvrages ou d'articles de référence ou si vous connaissez des sites web de qualité traitant du thème abordé ici, merci de compléter l'article en donnant les références utiles à sa vérifiabilité et en les liant à la section « Notes et références ».
La mine de Brucutu est une mine à ciel ouvert de fer située dans l'état de Minas Gerais au Brésil. Elle appartient à  Vale. Elle aurait ouvert en 2006.